# 天野聡一
天野 聡一（あまの そういち、1981年 - ）は、日本の日本文学研究者。専門は日本近世文学、特に和文小説。早稲田大学教授。

## 来歴
兵庫県明石市生まれ。2004年に神戸大学文学部卒業、2007年に神戸大学大学院文学研究科修士課程修了、独立行政法人日本学術振興会特別研究員（DC1）。2010年に同大学大学院博士課程修了。博士（文学）（神戸大学）。
独立行政法人日本学術振興会特別研究員（PD）を経て、2012年に九州産業大学国際文化学部専任講師。2016年に同准教授、2023年に同教授。2024年に早稲田大学教育・総合科学学術院教授。

## 受賞歴
- 2012年 - 第8回日本近世文学会賞[4]
- 2019年 - 第12回日本古典文学学術賞[5][6]
- 2020年 - 令和2年度 学校法人中村産業学園理事長賞[7]

## 著書

### 単著
- 『近世和文小説の研究』笠間書院、2018年12月。ISBN 9784305708731

### 共著
- 上田秋成『雨月物語』田中康二、木越俊介共編、三弥井書店〈三弥井古典文庫〉、2009年12月。ISBN 9784838270705

### 論文
- Cinii